# Пирс, Ллойд
Ллойд Дэ́ниел Пирс (англ. Lloyd Daniel Pierce; род. 11 мая 1976, Сан-Хосе, Калифорния) — американский баскетболист и тренер. В настоящее время ассистент главного тренера клуба НБА «Индиана Пэйсерс». На студенческом уровне играл за университет Санта-Клары. После окончания колледжа играл в низших лигах США, Мексики, Австралии, Германии и Турции. Играл на позиции разыгрывающего защитника. Выставлялся на драфт НБА 1998 года, но не был выбран.

## Карьера игрока
За команду университета Санта-Клары Пирс отыграл 4 года, где играл со Стивом Нэшем.
Пирс профессионально играл в США, Мексике, Австралии, Германии и Турции.

## Карьера тренера
В сезоне 2002/03 Пирс работал директором по баскетбольным операциям «Санта-Клара Бронкос», университетской команды, за которую он выступал. Следующие четыре года Пирс отработал ассистентом главного тренера в Санта-Кларе.
С 2007 по 2010 год работал координатором по развитию игроков в команде НБА «Кливленд Кавальерс». В сезоне 2010/11 Пирс был ассистентом главного тренера «Голден Стэйт Уорриорз» Кита Смарта. С 2011 по 2013 год Пирс работал в штабе по развитию игроков «Мемфис Гриззлис». С 2013 по 2018 год Пирс работал ассистентом главного тренера в «Филадельфия Севенти Сиксерс».

### Атланта Хокс (2018—2021)
11 мая 2018 года Пирс стал главным тренером команды «Атланта Хокс».
После его отъезда из «Атланты» Пирс был нанят в качестве ассистента главного тренера команды «Индиана Пэйсерс».

## Статистика в NCAA
| Сезон | Команда     | Conf  | Class | GP  | GS | MPG  | FG%  | 3P%  | FT%  | RPG | APG | SPG | BPG | PPG  |
| --- | ----------- | ----- | ----- | --- | -- | ---- | ---- | ---- | ---- | --- | --- | --- | --- | ---- |
| 1994/95 | Санта-Клара | WCC   | FR    | 27  | 1  | 13,0 | 35,3 | 33,3 | 52,2 | 2,7 | 0,5 | 0,7 | 0,0 | 4,0  |
| 1995/96 | Санта-Клара | WCC   | SO    | 29  |    | 18,6 | 37,3 | 36,4 | 61,9 | 2,9 | 1,3 | 1,0 | 0,1 | 6,3  |
| 1996/97 | Санта-Клара | WCC   | JR    | 24  |    | 26,9 | 41,6 | 25,0 | 46,0 | 4,7 | 3,0 | 1,0 | 0,1 | 7,1  |
| 1997/98 | Санта-Клара | WCC   | SR    | 25  |    | 30,0 | 41,1 | 30,1 | 70,1 | 3,7 | 3,2 | 1,2 | 0,2 | 11,2 |
| Всего | Всего       | Всего | Всего | 105 | 1  | 21,8 | 39,2 | 29,8 | 60,0 | 3,4 | 2,0 | 1,0 | 0,1 | 7,1  |
| Наведите курсор мыши на аббревиатуры в заголовке таблицы, чтобы прочесть их расшифровку Статистика приведена с сайта sports-reference.com |             |       |       |     |    |      |      |      |      |     |     |     |     |      |

## Тренерская статистика
| Команда | Сезон   | G   | W  | L   | W–L% | Итог                        | PG | PW | PL | Результат |
| ------- | ------- | --- | -- | --- | ---- | --------------------------- | -- | -- | -- | --------- |
| Атланта | 2018/19 | 82  | 29 | 53  | .354 | 3 в Юго-Восточном дивизионе | —  | —  | —  | Не попали |
| Атланта | 2019/20 | 67  | 20 | 47  | .341 | 5 в Юго-Восточном дивизионе | —  | —  | —  | Не попали |
| Атланта | 2020/21 | 34  | 14 | 20  | .412 | Уволен                      | —  | —  | —  | —         |
| Всего   | Всего   | 183 | 63 | 120 | .344 |                             | —  | —  | —  |           |